# Artisornis metopias
Artisornis metopias é uma espécie de ave da família Cisticolidae.
Pode ser encontrada nos seguintes países: Moçambique e Tanzânia.
Os seus habitats naturais são: regiões subtropicais ou tropicais húmidas de alta altitude.